# Раух, Леопольд фон
Густав Адольф Леопольд фон Раух (нем. Gustav Adolf Leopold von Rauch; 27 февраля 1787 года, Кёнигсберг — 26 ноября 1860 года, Триблиц) — прусский военачальник, генерал-майор. 

## Происхождение и семья
Представитель второго поколения прусской дворянской семьи фон Раух, давшей сперва Пруссии, а затем Германской империи целый ряд генералов. Леопольд фон Раух был восьмым из двенадцати детей генерал-майора Бонавентуры фон Рауха, видного военного инженера и преподавателя, директора Прусской инженерной академии в Потсдаме, но, в то же время, не слишком удачливого генерала-практика, печально прославившегося крайне неудачной для пруссаков обороной в 1806 году от французов сильной и хорошо укреплённой крепости Штеттин, в которой он принимал участие в должности вице-коменданта, и после сдачи которой французскому гусарскому отряду из 800 всадников под командованием легендарного кавалериста генерала Лассаля, который, однако, не имел ни вспомогательных пехотных подразделений, ни артиллерии, подходящей для осады, был разжалован и отправлен в тюрьму Шпандау по личному распоряжению короля Пруссии Фридриха Вильгельма III (в дальнейшем наказание ему было заменено на домашний арест). Матерью Леопольда фон Рауха е его 11 братьев и сестёр была Иоганна, урожденная Бандель (1752—1828).
Густав Адольф Леопольд фон Раух был родным младшим братом прусского военного министра генерала пехоты (генерала от инфантерии) Иоганна Юстуса Георга Густава фон Рауха, поэтому, во избежание путаницы, старшего брата обычно называют Густавом, тогда как младшего — Леопольдом. 
Среди других детей Бонавентуры фон Рауха выделялся прусский полномочный военный представитель в Санкт-Петербурге и генерал-адъютант следующего короля Пруссии Фридриха Вильгельма IV генерал-лейтенант Фридрих Вильгельм фон Раух.

## Биография
Леопольд фон Раух посещал прусские кадетские корпуса в Штольпе и Берлине с 1799 по 1803 год. ИЗ кадетского корпуса он был выпущен портупей-юнкером в 36-й пехотный полк, расквартированный в Бранденбурге-на-Хафеле. В 1806—1807 годах, наряду со своим отцом,  принимал участие в крайне неудачной для Пруссии войне против Наполеона. После поражения Пруссии в войне он был уволен в отставку, и, хотя был произведён в поручики, но получал лишь половинный оклад. 
В 1809 году Леопольду фон Рауху удалось снова поступить на службу в  8-й Лейб-пехотный полк, только что созданных для усиления армии. 
В 1811 году Раух был назначен адъютантом обычного пехотного батальона, приданного 1-му гвардейскому пехотному полку в Потсдаме. В 1813 году он был произведён в обер-лейтенанты, а в том же году — в штабс-капитаны. . В битве при Кульме в 1813 году Леопольд фон Раух 
В ходе Войны шестой коалиции (1813—1814) фон Раух служил служил штабным адъютантом в гвардейской резервной бригаде, начальником генерального штаба  2-го армейского корпуса, а затем адъютантом в 1-й гвардейской бригаде. Он отличился в сражении при Кульме, где русская армия при содействии прусской разбила французов, был награждён Железным крестом II класса. Он получил настолько серьезное ранение, что с тех пор он мог занимать должности только в качестве адъютанта или в военных штабах. 
Командир прусской гвардейской бригады, родной брат королевы Луизы Прусской, герцог Карл Мекленбург-Стрелицкий аттестовал Рауха чрезвычайно высоко, и это способствовало его дальнейшей карьере, несмотря на то, что последствия раны значительно ограничивали возможности его действительной службы.
В 1819 году Леопольд фон Раух получил звание майора. Причисленный ко 2-му гвардейскому пехотному полку, он был плац-майором Потсдамского плаца с 1822 по 1833 год. В 1833 году он стал членом дирекции Общевойскового военного училища в Берлине, которое впоследствии стало Прусской военной академией.
В 1834 году фон Раух был произведён в подполковники и получил звание прусского уполномоченного для проведения крупных совместных русско-прусских военных учений в Польше, вошедших в историю, как Калишские манёвры, организации которых в Санкт-Петербурге немало способствовал его брат, военный атташе Фридрих-Вильгельм фон Раух. За свою роль в Калишских манёврах Леопольд фон Раух был награждён Императором Всероссийским  Николаем I русским орденом Святой Анны II степени.
В 1836 году фон Раух был произведён в полковники, а в 1842 году — в генерал-майоры, продолжая оставаться членом дирекции Общевойскового военного училища. Он вышел в отставку в 1848 году.

## Награды
Королевства Пруссия:
- Железный крест 2-го класса на чёрной ленте (1815)[2]
- Крест за выслугу лет[нем.] (1825)
- Орден Красного орла 4-го класса (1832)[3]
- Орден Красного орла 3-го класса с бантом (1838)[4]
- Орден Красного орла 2-го класса с дубовыми листьями (1845)

Российской империи:
- Орден Святой Анны 2-й степени (6 октября 1835)[5]

## Семья
Леопольд фон Раух был женат на Амелии фон Леветцов, сестре последней возлюбленной Гёте Ульрики фон Леветцов. В некоторых источниках упоминается, что Гёте был почётным гостем на их свадьбе. У Леопольда фон Рауха и Амелии, урождённой фон Леветцов, было двое детей:
- Франц фон Раух (1828-1911) — вышел в отставку полковником,
- Адальберт фон Раух (1829-1907) — посвятил много сил созданию в своём поместье музея, посвящённого взаимоотношениям Ульрики фон Леветцов и Гёте.